# Демонизам у медицини
Демонизам у медицини је период веровање да су духови и натприродна бића, узрок болести и других стања, и да се на истеривању демона треба заснивати и лечење и превенција болести. Реч демонизам потиче од грчке речи демон (daimon) - дух.
Иако демонизам вуче своје корене из прапочетака народне медицине, у средњем веку завладало је јако изражено верско-мистично, демонистичко гледиште на узрок и начине лечења душевних болести и епилепсије. Зато су болесници лечени у манастирима молитвама, затим термалним и минералним бањама и разним травама, или су као „чаробњаци“, „вешци“ и „вештице“ осуђивани од инквизиторских судова и спаљивани на ломачи.
У хришћанској Европи стари незнабожачки обичај истеривања сила зла (демона) у извесном облику одржало се и до данас. Често су пагански обичаји спојени и са црквеним светковинама. Болесници су веровали да ће их спасити чудо. Мистицизам је освојио све друштвене слојеве, и дуго је требало савременој
медицини да докаже бесмисленост мистицизма.

## Истине и заблуде и њихово трајање
Корени заблуда, сујеверја или празноверја налазе се најчешће у прадавној прошлости стварања људског друштва. Сујеверје је настало, како каже Енгелс, у свом делу „Лудвиг Фојербах и крај класичне немачке филозофије“ ...у најпрвобитније време из нејасних првобитних представа људи о њиховој сопственој природи и спољној природи која их је окруживала.
Сујеверје као лажна вера, вера у непостојеће, узалудно или празно веровање, заправо је био покушај додавања стварном материјалном свету нечега измишљеног што управља видљивим светом. То је веровање људи у некакве везе међу појава у свету која нас окружуја, а каква у ствари нема и каквих не може бити. Од најстаријих времена сујеверје је, стални пратилац човека, па се и до данас задржало, само у мањој мери но некада.
Деветнаести век саздао је демонизам као неку врсту негације, разочарања, горчине, егоизма, гордости, презрења и чак досаде. Цео германски и романски простор постепено је обузет демонизмом у коме су се једни плашили и демонизовали дела са том плашњом а други измишљали да би заплашили, не схватајући куда све то води и чиме ће се завршити.
Човек обузет демонизмом предаје се саблазни; поседнут је радозналошћу он се игра добром и злом, не разликујући при томе једно од другог. У најгорем случају иако се предаје порочним страстима он још може да се предомисли, да се покаје и преобрати. У демонском човеку буни се неукроћени и недовољано развијен инстинкт који опседа његов разум, и онемогућава га да правилно интерпретира појаве у његовој психи.
Демонизам и сујеверје се губи споро, спорије но што се развија наука и развија људско друштво. Сујеверни обичаји су стварани хиљадама година и људи се тешко одвикавају од тих навика, па макар оне биле и бесмислене. Зато се и до данашњих дана срећу особе у које ће за своју болест, нарочито ону психичке природе, радије затражити помоћ народне уместо научне медицине.

## Основни појмови из демонизма
Демон, грч. (daimon)
Натприродно биће, дух, нарочито зао дух, зла коб, сотона, назива се демон
Демонологија грч. (daimon, logia)
Област науке или доктрина, која се бави учењем о духовима и демонима (вештице, виле, вампире и сл.) у причама, легендама, бајкама и митовима као и њихов утицај на физичко и ментално здравље назива се демонологија.
Основа демонологије развијала се као део службених религијских система и њом се бавило свештенство; нпр. вавилонски свештеници бавили су се истеривањем злих духова. Хришћански обреди егзорцизма темеље се на новозаветним записима о истеривању демона, које је вршио Исус.
Осим хришћанске, постоји и тзв. окултна демонологија којом су се бавили разноразни окултисти и чаробњаци, а циљ јој је био призивање демона ради тражења одређене користи.
Демонолатрија, грч. (daimon, latreia)
Поштовање духова, обожавање ђавола и клањање (или и служење) ђаволу, које се кроз различите сатанистичке секте широм света одржало све до наших дана, назива се деманолатрија
Демономанија, грч. (daimon, mania)
Помама, лудило или деманоманија је веровање да је у некога ушао ђаво и да је због тога полудео, односно веровање у авети.
Демономеланхолија, грч. (daimon, melancholia)
Лудило човека који верује да су у њега ушли зли духови, означава се као деманомеланхолија.

## Значај демонизма за медицину
Изгледа да појам „бесови“ (односно „хватају га бесови“”) у нашем народу подразумева поимање епилептичних напада и психозе, која се кроз историју сретало и код других народа, што је имало (а и данас има утицаја) на видове лечења ових болесника, првенствено применом егзорцизма, али и молитвама, како би се болест излечила истеривањем демона.
Дуго се кроз историју, мада се и данас то чини, зазирало од душевних болесника због предрасуде да су у сродству или бар у вези са нечастивим силама или демонима, и да их се ваља клонити. О томе је давно сведочио и један купопродајни уговор о продаји робова. Наиме за време израженог демонистичког схватања епилепсије, према документима од друге половине 3. века, у једном купопродајном уговору који је склопљен око 300. године, формула о услову продаје се проширује да “продата робиња није опседнутадемоном”.
Средњовековна медицина обележена је праксом заштите друштва од душевних болесника. То је почело, када су оснивани лепрозоријуми у 14. веку, а потом у 17. веку и склоништа за умно неизљечиве, каква је било нпр. болница Салпетрије у Паризу из 1670. године.
Друштво у одређеном историјском периоду има негативан став према умно неизлечивим болесницима и проглашава их демонизованим особама. Смешта их у добро чуване установе, ограничава им се кретање, грубо се одвајају од уобичајене околине и породице ако су опасни, а ако нису препушта их себи самима. Тако су настајале луталице, просјаци, сеоске луде, бескућници.
Болесници са нарушеном психом су лишавани људског достојанства, а за то је нађено оправдање једним делом и у демонизму. Здравствнео особље је имало улогу да чува такве особе и ограничавати њихову слободу, а не да их лечи, јер се сматрало да су неизлечиви. У болницама није постојало специјализовано медицинско особље у психијатријским установама, јер се веровало у демонизам, али и у чудотворна излечења. Тако је нпр. од 13. века било познато фламанско место Гел (Gheel) у ком је деловала Св. Димфна која је постала заштитница психичких болесника.
Оваква убеђења су се дуго задржала кроз људску историју, а у неким крајевема, изгледа, све до наших дана. Дешавало се да људи најчешће побегну од особа које су у психичком нападу уместо да им помогну, јер верују да зао дух (демон) може да пређе и на њих. Због тога су епилептички напади кроз историју могли бити смртоносни, будући да оболелог у нападу нико није хтео фа заштити од повређивања..
Католици и протестанти још увек дискутују о концепту „демонских болести - епилепсије“ узроковане „сатанским упливом“ и постављају следеће питање: Зар није могуће да демонски измењен централни нервни систем доводи до абнормалности у ЕЕГ-у”. Ови утицаји који су и данас присутни, понекад су тако јаки, те се дешава да особа са потврђеном дијагнозом епилепсије бива лечена великим егзорцизмом (истеривањем демона), обично са трагичним последицама.